# Candela
|  | Per a altres significats, vegeu «espelma». |

La candela (símbol: cd) o bugia nova és una de les set unitats bàsiques del Sistema Internacional d'Unitats (SI). Mesura la intensitat lluminosa; és a dir, la potència emesa per una font de llum en una direcció donada, basada en la funció de lluminositat (un model estandarditzat de la sensibilitat de l'ull humà a diferents longituds d'ona). Una espelma, per exemple, produeix una intensitat lluminosa d'aproximadament 1 cd.
Tal com passa amb altres unitats del Sistema Internacional d'Unitats, la definició de candela prové de la descripció d'un procés físic. En aquest cas, el procés físic té com a resultat 1 cd d'intensitat lluminosa. La candela va ser definida a la 16a Conferència General de Pesos i Mesures l'any 1979:
La candela és la intensitat lluminosa, en una direcció donada, d'una font de llum que emet radiació monocromàtica de freqüència 540×1012 Hz i que té una intensitat radiada d'1/683 watt per estereoradiant en la mateixa direcció.
La definició descriu com produir una font de llum que emeti 1 cd. Aquesta font de llum es pot utilitzar per calibrar instruments per mesurar, per exemple, la intensitat lluminosa.

## Explicació

Exemple de bombeta

Una de les raons per la qual el watt no va ser inicialment lligat amb candela va ser per les diferències de l'ull humà a l'hora d'observar diferents longituds d'ona: l'ull humà, en condicions d'alta lluminositat, té més sensibilitat a les longituds d'ona de l'espectre visible properes a la zona del verd (555 nm). Per tant, a altres freqüències es necessita més intensitat radiada per aconseguir la mateixa intensitat lluminosa. La intensitat lluminosa d'una font de llum en funció de la longitud d'ona λ ve donada per
Iv(λ) = 683.002*I(λ)*y(λ)
on:
Iv(λ) és la intensitat lluminosa mesurada en candeles,
I(λ) és la intensitat radiada en W/sr, i
y(λ) és la funció de lluminositat
Si hi ha present més d'una longitud d'ona (com en la majoria dels casos), s'ha de sumar o integrar l'espectre de les longituds d'ona presents per aconseguir la intensitat lluminosa total.
Una bombeta elèctrica de 100 watt emet unes 120 cd.

## Història
Abans del 1948 s'utilitzaven diferents estàndards sobre intensitat lluminosa a diferents països. Estaven basats en la lluminositat d'una flama d'espelma amb una composició en concret, o bé en la lluminositat d'un filament incandescent de disseny específic. Un dels estàndards més coneguts va ser l'anglès: candlepower (cp). Un cp equivalia a la llum produïda per una espelma d'espermaceti amb un pes d'una sisena part de lliura cremant a 120 grans cada hora.
Era evident, doncs, que era necessària una millor definició de la unitat. La Comissió Internacional d'Il·luminació (CIE) i el CIPM van proposar una nova unitat basada en la luminància d'un radiador de Planck (un cos negre) a la temperatura de solidificació del platí, la bugia nova. El valor de la candela es va triar de manera que fos similar a l'antiga unitat candlepower. La decisió fou presa pel Comitè Internacional de Pesos i Mesures el 1946:
el valor de la bugia nova és tal que la lluminositat de tot el radiador a la temperatura de solidificació del platí és igual a 60 bugies noves per cm².
L'any 1948, durant la 9a Conferència General de Pesos i Mesures (CPGM), es va adoptar un nou nom per a aquesta unitat, la candela. L'any 1967, la 13a CPGM va decidir abandonar el terme "bugia nova" i va donar una millor definició de candela, especificant la pressió atmosfèrica aplicada al platí solidificat:
La candela és la intensitat lluminosa, en direcció perpendicular, d'una superfície d'1/600000 metres quadrats d'un cos negre a la temperatura de solidificació del platí a una pressió de 101325 N/m².
L'any 1979, degut a les dificultats a l'hora de realitzar un radiador de Planck a altes temperatures i les noves possibilitats que oferia la radiometria, la 16a CPGM va adoptar la definició actual de candela. El terme arbitrari va 1/683 va ser escollit per tal que la nova definició coincidís exactament amb l'antiga. Tot i que la candela es defineix en part en termes de watt, continua sent una unitat bàsica del SI.

## Unitats fotomètriques del Sistema Internacional
|                      | Símbol | Unitat del SI | Abreviació | Notes                                            |
| -------------------- | ------ | ------------- | ---------- | ------------------------------------------------ |
| Energia lluminosa    | Qv     | lumen·segon   | lm·s       |                                                  |
| Flux lluminós        | F      | lumen         | lm         | També es coneix amb el nom de potència lluminosa |
| Intensitat lluminosa | Iv     | candela       | cd         | Unitat bàsica del SI                             |
| Luminància           | Lv     | candela/m²    | cd/m²      |                                                  |
| Il·luminació         | Ev     | lux (=lm/m²)  | lx         | Utilitzada en llum incident sobre una superfície |
| Il·luminància        | Mv     | lux (=lm/m²)  | lx         | Utilitzada en llum emesa per una superfície      |
| Eficàcia lluminosa   |        | lumen/watt    | lm/W       | Relació entre el flux lluminós i el flux radiat  |

### Relació entre la intensitat lluminosa i el flux lluminós
Si una font de llum emet una intensitat coneguda (expressada en candeles) a través d'un con, podem calcular el flux lluminós total (expressat en lúmens) dividint el nombre de candeles pel nombre que apareix a la taula de sota que es correspon amb l'angle de radiació de la font de llum.
| Angle de radiació | Dividir per... |
| ----------------- | -------------- |
| 5°                | 167,22         |
| 10°               | 41,82          |
| 15°               | 18,50          |
| 20°               | 10,48          |
| 25°               | 6,71           |
| 30°               | 4,67           |
| 35°               | 3,44           |
| 40°               | 2,64           |
| 45°               | 2,09           |

Exemple: Una font de llum que emet 590 cd amb un angle de radiació de 40º: 590 / 2,64 ≈ 223 lúmens
Si la font de llum emet uniformement en totes les direccions, el flux lluminós es pot calcular multiplicant la intensitat per un factor de 4π. Una font d'aquestes característiques amb una intensitat lluminosa d'una candela emet 12,6 lúmens.